# The Beckoning Silence
The Beckoning Silence (Brasil: Chamado para o Silêncio ) é um documentário britânico de 2007, dirigido por Louise Osmond.

## Sinopse
Em The Beckoning Silence, Joe Simpson viaja para a face norte do infame Monte Eiger para contar a história de uma das tragédias mais épicas do montanhismo.

## Elenco
- Joe Simpson ... Ele mesmo
- Steven Mackintosh ... Narrador (voz)
- Cyrille Berthod ... Edi Rainier
- Andreas Abegglen ... Willy Angerer
- Simon Anthamatten ... Andreas Hinterstoisser
- Roger Schäli ... Toni Kurz